# نيكي تيربسترا
نيكي تيربسترا (بالهولندية: Niki Terpstra)‏ مواليد 18 مايو 1984 في بيفيرفايك، هولندا، هو دراج هولندي في صنف سباق الدراجات على الطريق وعلى المضمار. شارك في دورة الألعاب الأولمبية الصيفية.

## سباقات أو مراحل فاز بها
- بطولة العالم لسباق الدراجات على الطريق

### سباقات أو مراحل فاز بها
| التاريخ        | السباق                          | المركز                      |
| -------------- | ------------------------------- | --------------------------- |
| 09 سبتمبر 2004 | 2004 Izegem Koers               |                             |
| 01 يناير 2007  | فولتا ليمبورغ الكلاسيكي 2007    | الثالث في التصنيف العام     |
| 18 أغسطس 2007  | دويتشلاند تور 2007              |                             |
| 06 أبريل 2008  | طواف فلاندرز 2008               | المرتبة 14 في التصنيف العام |
| 01 يونيو 2008  | طواف بايرن 2008                 |                             |
| 15 مارس 2009   | طواف نيوشبلاد 2009              | التاسع في التصنيف العام     |
| 28 مارس 2009   | إي ثري هاريل بيك 2009           | المرتبة 15 في التصنيف العام |
| 12 أبريل 2009  | سباق باريس روبيه 2009           | المرتبة 16 في التصنيف العام |
| 21 يونيو 2009  | ستير إليكتروير 2009             |                             |
| 01 يناير 2010  | 2010 Sparkassen Giro Bochum     |                             |
| 24 مارس 2010   | دفارز دور فلاندرز 2010          |                             |
| 07 نوفمبر 2010 | Amstel Curaçao Race 2010        |                             |
| 19 يونيو 2011  | ستير زي إل إم تور 2011          |                             |
| 21 مارس 2012   | دفارز دور فلاندرز 2012          | الفائز في التصنيف العام     |
| 07 أكتوبر 2012 | باريس تورز 2012                 |                             |
| 03 نوفمبر 2012 | سباق أمستل كوراساو 2012         | الفائز في التصنيف العام     |
| 03 مارس 2013   | ثلاثة أيام فلاندرز الغربية 2013 |                             |
| 28 مارس 2013   | ثلاثة أيام من دي بان 2013       |                             |
| 14 فبراير 2014 | طواف قطر 2014                   | الفائز في التصنيف العام     |
| 26 مارس 2014   | دفارز دور فلاندرز 2014          | الفائز في التصنيف العام     |
| 13 أبريل 2014  | سباق باريس روبيه 2014           | الفائز في التصنيف العام     |
| 08 نوفمبر 2014 | Amstel Curaçao Race 2014        | الفائز في التصنيف العام     |
| 13 فبراير 2015 | طواف قطر 2015                   | الفائز في التصنيف العام     |
| 13 مايو 2015   | 2015 Puivelde Koerse            |                             |
| 29 يوليو 2015  | طواف فالوني 2015                | الفائز في التصنيف العام     |
| 02 مارس 2016   | لو سامين 2016                   | الفائز في التصنيف العام     |
| 05 أغسطس 2016  | دوارس دور هيت هاجلاند 2016      | الفائز في التصنيف العام     |
| 25 سبتمبر 2016 | طواف إينكو 2016                 | الفائز في التصنيف العام     |
| 27 فبراير 2018 | لو سامين 2018                   | الفائز في التصنيف العام     |
| 23 مارس 2018   | إي ثري هاريل بيك 2018           | الفائز في التصنيف العام     |
| 01 أبريل 2018  | طواف فلاندرز 2018               | الفائز في التصنيف العام     |
| 31 يوليو 2018  | 2018 Natourcriterium Roeselare  |                             |
| 30 مايو 2019   | سيركيت دي والونيا 2019          |                             |

## روابط خارجية
- نيكي تيربسترا على موقع الاتحاد الدولي للدراجات (الإنجليزية)
- نيكي تيربسترا على موقع أرشيف الدراجات (الإنجليزية)
- نيكي تيربسترا على موقع إحصائيات الدراجات الإحترافية (الإنجليزية)
- نيكي تيربسترا على موقع نسبة الدراجات (الإنجليزية)
- نيكي تيربسترا على موقع CycleBase (الإنجليزية)
- نيكي تيربسترا على موقع اللجنة الأولمبية الدولية (الإنجليزية)
- نيكي تيربسترا على موقع أوليمبيديا (الإنجليزية)